# Pimpinella asianensis
Pimpinella asianensis är en flockblommig växtart som beskrevs av Minosuke Hiroe. Pimpinella asianensis ingår i släktet bockrötter, och familjen flockblommiga växter. Inga underarter finns listade i Catalogue of Life.